# اتو هانتچیک
اتو هانتچیک (انگلیسی: Otto Hantschick; ۱۱ فوریهٔ ۱۸۸۴ – ۲۲ نوامبر ۱۹۶۰) بازیکن فوتبال اهل آلمان بود.
از باشگاه‌هایی که در آن بازی کرده‌است می‌توان به باشگاه فوتبال بلاو-وایس ۹۰ برلین اشاره کرد.
وی همچنین در تیم ملی فوتبال آلمان بازی کرده‌است.